# Campionato europeo di football americano 1997
Il campionato europeo di football americano 1997 (in lingua inglese 1997 American Football European Championship), è l'ottava edizione del campionato europeo di football americano per squadre nazionali maggiori maschili organizzato dalla EFAF. È stato disputato allo Stadio Europa di Bolzano tra il 16 e il 19 luglio 1997.

## Stadi
Distribuzione degli stadi del campionato europeo di football americano 1997
| Bolzano                     | Stadio Europa (Bolzano) |
| Stadio Europa               | Stadio Europa (Bolzano) |
| 46°29′35.88″N 11°18′54.72″E | Stadio Europa (Bolzano) |
| Capacità: 1 000             | Stadio Europa (Bolzano) |
| Altitudine:                 | Stadio Europa (Bolzano) |
|                             | Stadio Europa (Bolzano) |

## Squadre partecipanti
| Pr. | Squadra       | Data di qualificazione | Qualificata in quanto                    | Ultima partecipazione |
| --- | ------------- | ---------------------- | ---------------------------------------- | --------------------- |
| 1   | Finlandia     |                        | 1ª class. all'Europeo 1995               | Austria 1995          |
| 2   | Svezia        |                        | Vincitrice dello spareggio con l'Ucraina | Italia 1993           |
| 3   | Italia        |                        | Paese organizzatore                      | Austria 1995          |
| 4   | Gran Bretagna |                        | Vincitrice dello spareggio con la Spagna | Finlandia 1991        |

## Tabellone
|  | Semifinali    | Semifinali    | Semifinali |        |           | Finale               | Finale               | Finale               |  |
|  |               |               |            |        |           |                      |                      |                      |  |
|  | Finlandia     | Finlandia     | 24         |        |           |                      |                      |                      |  |
|  | Finlandia     | Finlandia     | 24         |        |           |                      |                      |                      |  |
|  | Gran Bretagna | Gran Bretagna | 6          |        |           |                      |                      |                      |  |
|  | Gran Bretagna | Gran Bretagna | 6          |        | Finlandia | Finlandia            | 27                   |                      |  |
|  |               |               |            |        | Finlandia | Finlandia            | 27                   |                      |  |
|  |               |               | Svezia     | Svezia | 6         |                      |                      |                      |  |
|  | Italia        | Italia        | Svezia     | Svezia | 6         | 3                    |                      |                      |  |
|  | Italia        | Italia        |            |        |           | 3                    |                      |                      |  |
|  | Svezia        | Svezia        | 23         |        |           | Finale 3º - 4º posto | Finale 3º - 4º posto | Finale 3º - 4º posto |  |
|  | Svezia        | Svezia        | 23         |        |           |                      |                      |                      |  |
|  |               |               |            |        |           |                      |                      |                      |  |
|  |               |               |            |        |           | Gran Bretagna        | Gran Bretagna        | 7                    |  |
|  |               |               |            |        |           | Gran Bretagna        | Gran Bretagna        | 7                    |  |
|  |               |               |            |        |           | Italia               | Italia               | 14                   |  |

## Risultati

### Semifinali
| Bolzano 16 luglio 1997 | Finlandia | 24 – 6 (10-0 0-6 7-0 7-0) | Gran Bretagna | Stadio Europa |

| Bolzano 16 luglio 1997 | Italia | 3 – 23 (0-3 0-12 3-0 0-8) | Svezia | Stadio Europa |

### Finale 3º - 4º posto
| Bolzano 19 luglio 1997 | Italia | 14 – 7 | Gran Bretagna | Stadio Europa |

### Finale
| Bolzano 19 luglio 1997 | Finlandia | 27 – 6 (7-0 3-6 7-0 10-0) | Svezia | Stadio Europa |

## Campione
| Campione d'Europa 1997 Finlandia (4º titolo) |